# Карла M. Пітерс
Карла Мак-Гетчін Пітерс (1943 р.) — відома американська вчена-планетар. Доктор Пітерс опублікувала понад 150 наукових статей у рецензованих журналах і була співавтором книги «Віддалені геохімічні аналізи: елементарний і мінералогічний склад» разом з Пітером Енглертом. Її загальні наукові дослідження включають вивчення планет та еволюцію планетних поверхонь з акцентом на віддалених композиційних аналізах.

## Кар'єра
Пітерс здобула ступінь бакалавра в математиці Антіохського коледжу в 1966 році. Після роботи викладачем математики в середній школі протягом одного року в штаті Массачусетс, вона провела наступні два роки як волонтер — викладач Корпусу Миру в Малайзії. Після повернення до США отримала ступінь бакалавра (1971), магістра (1972) і кандидата наук (1977) Массачусетського технологічного інституту в планетарній науці. Доктор Пітерс пропрацювала три роки в космічному центрі Джонсон (НАСА), перш ніж стати професором в Університеті Брауна в 1980 році. Вона є головним дослідником Мінералогічної карти Місяця, яку створили за допомогою спектрометра зображення (0,4-3,0   мкм), який призначений для характеристики та відображення мінералогії Місяця з високою роздільною здатністю; даний прилад був спрямований на Місяць на індійському космічному кораблі Чандрааян-1. Карла Пітерс також є співдослідником на місії NASA Dawn до астероїдів Vesta і Ceres. Крім того, є членом Підкомітету з планетного захисту Консультативної ради НАСА і членом Американської асоціації розвитку науки і Американського геофізичного союзу.

## Нагороди та відзнаки
- Астероїд 3713 Пітерс
- Нагороджена премією Г. К. Гілберта 2010 року, найвищою нагородою Відділу планетних наук Геологічного товариства Америки[5]
- Нагороджена премією «Койпер» у 2004 році, найзначнішою нагородою Відділу планетних наук Американського астрономічного товариства[6]
- Обрана членом Американської асоціації розвитку науки в 2007 році[7]
- Обрана членом Американського геофізичного союзу в 2001 році